# ماناکومپی
ماناکومپی (به لاتین: Manakompy) یک منطقهٔ مسکونی در ماداگاسکار است که در Bekily District واقع شده‌است. ماناکومپی ۵٬۰۰۰ نفر جمعیت دارد و ۳۹۶ متر بالاتر از سطح دریا واقع شده‌است.